# Parafia Przemienienia Pańskiego w Mrągowie
Parafia Przemienienia Pańskiego – parafia prawosławna w Mrągowie, w dekanacie Olsztyn diecezji białostocko-gdańskiej.
Na terenie parafii funkcjonuje 1 cerkiew:
- cerkiew Przemienienia Pańskiego w Mrągowie – parafialna

## Historia
Pierwsi wyznawcy prawosławia przybyli do Mrągowa w lipcu 1947, głównie z powiatu bialskiego, wskutek przesiedleń w ramach akcji „Wisła”. Parafię utworzono w 1948. Początkowo funkcję cerkwi pełniła poewangelicka kaplica cmentarna. Obecna świątynia (dawna synagoga) – po dokonaniu niezbędnego remontu i przystosowaniu do potrzeb liturgii prawosławnej – jest użytkowana od 1958. W latach 90. XX w. cerkiew ponownie wyremontowano; poświęcenie miało miejsce 22 sierpnia 1999.
W 2012 parafia liczyła około 200 osób.

## Wykaz proboszczów
- 1948–1950 – ks. Eugeniusz Naumow
- 1950–1953 – ks. Anatol Bodnar
- 1953–1958 – ks. Aleksander Mamczur
- 1958–1961 – ks. Paweł Biełoboki
- 1961–1971 – ks. Aleksander Makal
- 1971–1982 – ks. Aleksander Szełomow
- 1982–1985 – ks. Stefan Urbanowicz
- 1985–1996 – ks. Jerzy Czurak
- 1996–2002 – ks. Igor Siegień
- 2002 – ks. Piotr Kosiński
- 2002–2015 – ks. Adam Stefanowicz
- od 2015 – ks. Jarosław Kupryjaniuk